# Świat Raven
Świat Raven – amerykański sitcom telewizyjny.
Zadebiutował 17 stycznia 2003 na amerykańskim Disney Channel, a zakończył się 10 listopada 2007, ale wciąż na kanale emitowane są powtórki serialu. Powstał także spin-off serialu, Cory w Białym Domu. Serial był nominowany do nagrody Emmy w 2005 i 2007 roku, w kategorii najlepszy serial młodzieżowy.
Według twórców, sitcom miał być współczesnym serialem młodzieżowym o nastolatkach, który nawiązywałby stylizacjami i rodzajem komedii do sitcomu z lat pięćdziesiątych, Kocham Lucy. Początkowa koncepcja została zachowana, ale producenci chcieli, by główna bohaterka została obdarowana jakąś nadprzyrodzoną zdolnością, która może doprowadzić do powstawania zabawnych i ciekawych sytuacji. Miejscem akcji serialu jest San Francisco, a sama akcja skupia się na nastolatce imieniem Raven Baxter (granej przez Raven-Symoné) oraz jej przyjaciołach, Eddiem (Orlando Brown) i Chelsea (Anneliese van der Pol), a także na członkach jej rodziny – głównie na bracie Corym (Kyle Massey). Tytułowa bohaterka wykorzystuje swój talent, pomysłowość, moce psychiczne, a także wiele różnych charakteryzacji, by mogły powstawać sytuacje zabawne, nieprzewidywalne i tym samym, by serial mógł dotrzeć do widzów w każdym wieku.
Serial wciąż pojawia się w Ameryce powtórkowo na Disney Channel i kanale ABC Kids, a w Kanadzie na kanałach Family oraz Vrak.TV. W niektórych krajach można także posiąść DVD z serialem.

## Produkcja
Imię głównej bohaterki zmieniało się kilka razy w czasie produkcji, począwszy od tego, iż miała ona nazywać się Dawn Baxter, a tytułem serialu byłby The Future Is On Me („Przyszłość jest w moich rękach”). Imię bohaterki zmieniono później na Rose Baxter, a wtedy tytułem serialu byłby Absolutely Psychic („Absolutnie psychiczna”), ale oficjalnie ustalono imię Raven Baxter, gdy Raven-Symoné wygrała casting do głównej roli w serialu Świat Raven. Symoné pierwotnie zgłosiła się na casting do roli przyjaciółki Raven, Chelsea.
Pilotażowy epizod nakręcono w 2001 roku, a pierwszą serię latem 2002, która zadebiutowała na brytyjskim Disney Channel we wrześniu tego samego roku. Disney Channel w Stanach Zjednoczonych czekał z emisją aż na rok 2003.
Świat Raven miał najwyżej odnotowaną oglądalność w całej historii Disney Channel – pierwszą serię oglądało ponad trzy miliony widzów. Był także najdłużej emitowanym serialem na kanale, a także pierwszym serialem Disney Channel w historii, który uzyskał 100 nakręconych odcinków. Po raz pierwszy kanał także nakręcił spin-off serialu – Cory w Białym Domu. Serial jest także jednym z czterech, w którym głównymi bohaterami są mniejszości narodowe (pozostałe to Sławny Jett Jackson, Cory w Białym Domu i Czarodzieje z Waverly Place).
Na dodatek serial ten jest pierwszym w historii Disney Channel, który jest kręcony na kasecie wideo, z perspektywy wielu kamer, w studiu i w którym używana jest ścieżka dźwiękowa ze śmiechem (obecnie jest to standardem seriali produkowanych przez DC do 2009 roku, od kiedy seriale produkowane są w wyższej rozdzielczości).
Pierwsze trzy serie wyprodukowane zostały przez Brookwell McNamara Entertainment. Raven-Symoné otrzymała propozycję, by osobiście wyprodukować czwartą i ostatnią serię serialu. Stał się on pierwszym sitcomem Disney Channel, który uzyskał spin-off, Cory w Białym Domu, która śledziła losy młodszego brata Raven, Cory’ego, podczas gdy jego ojciec został szefem kuchni prezydenta Stanów Zjednoczonych, co zmusiło ich do przeprowadzki do Waszyngtonu.
Ostatnie odcinki serialu nakręcono w styczniu 2006, ale nie zostały emitowane przez rok, razem z finałem serialu w marcu 2007, a także przedostatnim odcinkiem wyemitowanym w listopadzie 2007.

### Czołówka
Serialowa czołówka została stworzona przez Johna Codę, który skomponował także muzykę emitowaną przy zmianie sceny, a także w trakcie przerw reklamowych (również dla serialu Świat nonsensów u Stevensów). Produkcją czołówki zajęli się Jeffrey Fortson i Christopher B. Pearman, a wystąpili w niej Raven-Symoné, Anneliese van der Pol oraz Orlando Brown.
Czołówka każdej serii była kompilacją różnych nagrań z odcinków danej serii. Seria druga stosowała się do tej instrukcji, gdy zadebiutowała, jednak gdy premierę miała seria trzecia, czołówka serii drugiej została zastąpiona czołówką z serii trzeciej, jednak z kilkoma nagraniami, które pochodzą z odcinków z serii drugiej. Czołówka serii trzeciej nadal używana jest w serii drugiej. Każda seria robi wyjątek w czołówce, pokazując kilka nagrań z poprzedniej.
Każda czołówka, zanim pojawi się tytuł serialu, ukazuje wszystkich bohaterów razem (na nagraniu, które nie było częścią żadnego odcinka). Serie pierwsza, druga i trzecia ukazywała rodzinę Baxterów siedzącą na ich tapczanie w salonie, a seria czwarta, jak Chelsea i Eddie schodzą po schodach do salonu Baxterów (nie występowała tam jednak postać Tanyi).
Na zakończenie, Raven stawała obok tytułu serialu i mówiła Yep, that’s me! („Tak, to ja”). Zmieniono to w serii czwartej, dodając moment przed Yep, that’s me!, w którym Raven mówi Oh, snap! („O, fotka”).
Raven-Symoné wykonuje większą część czołówki, podczas gdy Brown wykonuje tylko rap pod koniec, a także stanowi chórek dla Raven na początku utworu. Van der Pol śpiewa jedynie tytuł serialu w refrenie. Całą piosenkę z czołówki słychać w teledysku, który został wydany kilka miesięcy przed premierą serialu. Można ją także usłyszeć na ścieżce dźwiękowej do serialu z 2004 roku.

## Media i dorobek
Dorobek serialu Świat Raven był wzorowany na hicie Disney Channel, Lizzie McGuire. Raven posiada linię odzieży, wydania DVD, książki, zestawy sypialniane, perfumy, grę planszową, trzy gry wideo oraz dwie ścieżki dźwiękowe z muzyką do serialu.
W lutym 2005, zabawki Świat Raven można było zdobyć w sieci McDonald’s, zamawiając zestaw Happy Meal. W kwietniu 2005 wydano lalkę w oparciu o postać Raven. Później zdobyć można było także lalki z innymi postaciami z serialu.
We wrześniu 2005 powstały także perfumy i odtwarzacz MP3 sygnowane serialem. W tym samym miesiącu do sieci sklepów Macy’s wysłano linię odzieży wzorowanej na serialu. Do roku 2006 dorobek serialu wynosił 400 milionów dolarów amerykańskich.

## Bohaterowie
- Raven-Symoné jako Raven Baxter – dziewczyna o paranormalnych zdolnościach, potrafi przewidzieć przyszłość, a gdy ma katar, zyskuje moc czytania w myślach. Jej wizje zawsze się sprawdzają, ale często są źle interpretowane. Najlepszymi przyjaciółmi Raven są Chelsea Daniels i Eddie Thomas. Do czwartej klasy przyjaźniła się z Alaną, ale gdy wystawiano sztukę, jedna z nich dostała lepszą rolę i stało się to ich jabłkiem niezgody. Teraz są zawziętymi wrogami i dokuczają sobie przy każdej okazji. Raven sama projektuje sobie ubrania, gdyż w przyszłości chce zostać projektantką mody, jednak co roku w konkursie na najlepiej ubraną dziewczynę w szkole zajmuje drugie miejsce. Chodziła z Devonem Carterem, jednak gdy jego ojciec ożenił się po raz drugi, musiał wyjechać i zamieszkać gdzie indziej. Raven lubi także chodzić po sklepach. Prowadziła kiedyś z Eddiem i Chelsea szkolne radio „KUDA” i sklepik, ale nie odniosło ono sukcesu. Gdy Raven kłamie, jej głos staje się piskliwy. Raven ma uczulenie na pieczarki.

- Anneliese van der Pol jako Chelsea Daniels – najlepsza przyjaciółka Raven Baxter i Eddiego Thomasa. Bardzo kocha zwierzęta i przyrodę, jest wegetarianką. Ma psa, który wabi się Sam. Jej pasją jest również sztuka (wystawiła rzeźbę „Raven w glinie i piórach”). Wydaje się trochę dziwna i naiwna, ale to tylko pozory – jest bardzo inteligentna. Należy do szkolnego klubu pszczół. Ona także interesuje się chłopakami, jednak spotyka się z nimi rzadziej niż Raven. Podkochuje się w niej Cory, lecz ona traktuje go jak małego chłopca.

- Orlando Brown jako Edward Thomas – najlepszy przyjaciel Raven Baxter i Chelsea Daniels. Lubi go również brat Raven – Cory. Jego pasją jest koszykówka – jest w szkolnej drużynie koszykarskiej. Jest również znakomitym raperem i DJ-em. Jego rodzice się rozwiedli, dlatego mieszka z matką. Znane są trzy dziewczyny Eddiego: Chantel, Andrea i Crystal. Ma lęk wysokości i bardzo nie lubi swoich kolan. Uczy się języka hiszpańskiego. Podkochiwał się w kuzynce Raven.

- Kyle Massey jako Cory Baxter – młodszy brat Raven. Ma najlepszą z całej rodziny żyłkę do interesów, jest bardzo cwany i sprytny. Ma w swoim pokoju sejf z systemem alarmowym. Gdy członkowie rodziny nie mają pieniędzy, idą do niego i proszą o pożyczkę. Chodził na kurs grania na pianinie, na tenisa, na karate oraz na lekcje tańca (zmuszony przez Raven), które były jedynym ukończonym przez niego kursem. Jego przyjaciółmi są Larry i William, z którymi tworzy zespół Cory i chłopcy. Podoba mu się Chelsea – jest w niej zakochany, ale bez wzajemności.

- T’Keyah Crystal Keymáh jako Tanya Baxter – matka Raven i Cory’ego, córka Vivian, żona Victora. Z wykształcenia jest nauczycielką angielskiego w liceum. Jej pierwsza randka z Victorem odbyła się 23 czerwca 1983 roku. Jest szaloną, zwariowaną, a zarazem dobrą, kochającą matką. Jest wyrozumiała dla swoich dzieci. W czwartej serii nie zobaczymy tej postaci – wyjechała do Anglii do szkoły prawniczej.

- Rondell Sheridan jako Victor Baxter – ojciec Raven i Cory’ego, syn Lorretty, mąż Tanyi. Jest świetnym kucharzem. Prowadzi restauracje Chill Grill. Miał okazję prowadzić program Dzień dobry San Francisco, przyrządzał proste dania. Wystąpił także w programie kucharskim i konkurował w nim ze swoim starym wrogiem ze szkoły kucharskiej – program ten wygrał. Ma trudności w sprzeciwianiu się matce i żonie.

## Odcinki
| Seria | Odcinki | Pierwsza premiera   | Ostatnia premiera |
| ----- | ------- | ------------------- | ----------------- |
| 1     | 21      | 17 stycznia 2003    | 5 marca 2004      |
| 2     | 22      | 3 października 2003 | 24 września 2004  |
| 3     | 35      | 1 października 2004 | 16 stycznia 2006  |
| 4     | 22      | 20 lutego 2006      | 10 listopada 2007 |